# Sadie Calvano
Sadie Calvano (Los Angeles, 8 aprile 1997) è un'attrice statunitense, nota per il suo ruolo di Violet nella serie televisiva Mom.

## Biografia
Ha iniziato a esibirsi in teatro all'età di 7 anni.
Dal 2010 debutta sul piccolo schermo nella serie televisiva NCIS - Unità anticrimine.
Nel 2011 ha fatto il suo debutto sul grande schermo interpretando la nipote di J. Edgar Hoover nel film J. Edgar.
Dal 2013 al 2018 interpreta il ruolo principale di Violet nella serie televisiva Mom.
Nel 2019 è protagonista accanto a Ginnifer Goodwin della serie televisiva Why Women Kill.

## Filmografia

### Cinema
- J. Edgar, regia di Clint Eastwood (2011)
- Il pacco (The Package), regia di Jake Szymanski (2018)

### Televisione
- NCIS - Unità anticrimine (NCIS) - serie TV, episodio 8x02 (2010)
- Eagleheart - serie TV, episodio 1x05 (2011)
- Family Album, regia di Shawn Levy - film TV (2011)
- Village People, regia di James Widdoes film TV (2012)
- Kickin' It - A colpi di karate (Kickin' It) - serie TV, episodio 2x17 (2012)
- Crash & Bernstein - serie TV, episodio 1x08 (2013)
- Melissa & Joey - serie TV, episodi 3x06-3x09-3x13 (2013)
- Mom - serie TV, 51 episodi (2013-2018)
- Why Women Kill – serie TV, 10 episodi (2019)

## Doppiatrici italiane
Nelle versioni in italiano dei suoi lavori, Sadie Calvano è stata doppiata da:
- Annalisa Usai in Mom, Il pacco
- Mariagrazia Cerullo in Why Women Kill
- Ludovica Bebi in 9-1-1: Lone Star